# Mysteriet i Louvre
Mysteriet i Louvre er en dansk stum spillefilm fra 1912 produceret af Filmfabrikken Skandinavien. Instruktøren er ukendt. 

## Handling
Denne artikel mangler et handlingsreferat. Hjælp os med at skrive det.

## Medvirkende
- Lau Lauritzen, Sr.
- Alma Lagoni
- Jørgen Lund
- Alfred Arnbak
- Henry Lauritzen
- Carl Petersen